# Štap svetog Jozefa
Štap svetog Jozefa (lat. Solidago canadensis) je višegodišnja zeljasta biljka iz porodice glavočika (lat. Asteraceae). 

## Opis
Stabljika je uspravna i može narasti od 30 cmdo 180 cm. Listovi su naizmenični, bez drške i uzano eliptični. Lice list je sjajno i bez dlaka, dok je naličje prekriveno kratkim dlačicama. Cvetovi su sakupljeni u glavičastu cvast. Cvast se sastoji iz žutih jezičastih cvetova i manjih cevastih cvetova. Prašnika je 5, a gineceum se sastoji iz dve srasle karpele. Glavičaste cvasti se grupišu u racemozne cvasti. Plod je cilindrična ahenija sa papusom (cipsela). Cveta od avgusta do oktobra.

## Stanište i rasprostranjenost
Poreklom je iz Severne Amerike, odakle je introdukovana u Evropu i Aziju, gde postaje invazivna vrsta. Rasprostranjena je u prerijama, šumama, šikarama, savanama itd. Česta je pored ograda, puteva i pruga.
Štap svetog Jozefa (lat. Solidago canadensis) je višegodišnja zeljasta biljka iz porodice glavočika (lat. Asteraceae).

## Upotreba
Američki starosedeoci su koristili cvetove i koren ove biljke kao emetik, sedativ, protiv groznice, dijareje i gripa. Takodje je korištena i za prirpemu kupke za žene koje su na porođaju.